# Sant Feliu Sasserra
Sant Feliu Sasserra är en kommun i Spanien.   Den ligger i provinsen Província de Barcelona och regionen Katalonien, i den östra delen av landet, 500 km öster om huvudstaden Madrid. Antalet invånare är 660. Arean är 22,4 kvadratkilometer. Sant Feliu Sasserra gränsar till Oristà, Santa Maria d'Oló, Avinyó och Santa Maria de Merlès. 
Terrängen i Sant Feliu Sasserra är lite kuperad.